# Slate (rivière)
Pour les articles homonymes, voir Slate.
La rivière Slate (anglais : Slate River) est située dans le Nord-Ouest de l’Ile du Sud de la Nouvelle-Zélande dans la région de Tasman. 

## Géographie
Elle prend naissance dans le Parc national de Kahurangi. C’est un affluent de la rivière Aorere. Son nom veut dire ardoise, ce qui laisse penser que le sous sol est constitué d’ardoise.